# Лужицкая марка
Лужицкая марка, Сорбская марка или Маркграфство Лаузиц (нем. Mark(grafschaft) Lausitz) — административная единица (марка) Священной Римской империи на границе с Польским королевством, существовавшая с X по XIV век.
Лужицкая (Сорбская) марка была создана, в 965 году, при делении Восточной марки. Немецкая форма имени славянского племени сербов-лужичан — Сорбы (Sorben), отсюда и название марки, которые сами себя и в Верхней, и в Нижней Лужице (Лузации) называют сербами (Serbjo, Serbja).

## История
Германский король Генрих I в покоренной земле лужицких сербов основал марку Мейссен.
Территория к востоку от Сербского рубежа, населённая славянскими племенами лютичей, была завоевана саксонским герцогом Геро Железным к 963 году. 
После восстания славян в 983 году в северной части марки, оставшаяся под властью саксонских герцогов Лужица стала называться Восточной маркой (Саксонской) (Ostmark).
В 1002 году Лужица была завоевана польским князем Болеславом Храбрым, а в МЭСБЕ указано что Болеслав I Храбрый вторгся в восточные марки Германии и по Бауценскому миру 1018 года получил в лен Лужицкую область, но при императоре Конраде II в 1031 и 1032 годах вновь вошла в пределы Германо-римской империи. При императоре Карле IV Лужица вошла в состав земель Чешской короны.
В 1367 году германо-римский император Карл IV искусно воспользовавшись раздорами в доме Виттельсбахов, купил Лужицкую землю.